# Palazzo Astoreca
Il Palazzo Astoreca (in spagnolo: Palacio Astoreca) è una storica residenza della città di Viña del Mar in Cile.

## Storia
La grande villa venne commissionata da Matías Astoreca Granja, figlio maggiore dell'imprenditore del salnitro Juan Higinio Astoreca, all'architetto franco-portoghese Alfredo Azancot Levi nel 1882.
Alla morte di Juan Higinio Astoreca, sopraggiunta nel 1903, sua moglie Felisa Granja Fling decise di andare a vivere con i suoi cinque figli a Viña del Mar facendo della villa la sua residenza. Successivamente, l'immobile passò tra le mani di diversi proprietari fino a quando, nel 1967, divenne la sede della facoltà di economia dell'Università del Cile a Valparaíso, per poi diventare, con l'istituzione dell'Università di Valparaíso nel 1981, la sede della sua facoltà di ingegneria commerciale.

## Descrizione
L'edificio presenta un caratteristico stile tudor; i piani superiori presentano un rivestimento a falso graticcio.